# La (note de musique)
Pour les articles homonymes, voir La.
La est la sixième note et le dixième demi-ton du solfège.

## Description
Ses enharmonies sont si (si double bémol) qui est un demi-ton diatonique au-dessus du sa et du sol double dièse qui est un demi-ton diatonique en-dessous du sa.
Le « la » est généralement employée comme diapason. Lorsque l'orchestre accorde, le hautbois joue un « la » et le reste des instruments accordent pour correspondre à ce ton. Chaque instrument à cordes au sein de l'orchestre a une corde en La, à partir de laquelle chaque joueur peut accorder le reste de leur instrument. 
Le « la » est également employée en combinaison avec un nombre pour indiquer le ton standard. Le nombre désigne la fréquence en hertz. Un nombre plus bas indique un ton plus grave. 
L'Organisation internationale de normalisation a standardisé le ton au la 440. Cependant, l'accordage a changé au fil du temps, en fonction de la région géographique, ou le fabricant de l'instrument. Au XVIIe siècle, en Europe, les accordages étaient classés d'un la 374 à un la 403, approximativement deux ou trois demi-tons en-dessous d'un la 440. Il existe des exemples historiques d'instruments, des diapasons, ou les standards se classaient d'un la 309 à un la 455.3, une différence d'à peu près six demi-tons. Bien que le standard officiel actuel est un la 440, quelques groupes d'orchestre et d'orchestre de chambre préfèrent accorder un petit peu plus aigu, à un la 442 ou même un la 444. Le ton baroque est usuellement cité comme la 415, qui est un demi-ton plus grave que le ton moderne. 
la0 est la note la plus grave au piano standard. Les octaves suivent la1, la2, etc. la7 est peu de tons plus graves que le do8, la note la plus aigüe au piano standard. La note « la » n'est pas considérée comme un jalon ou une marque à atteindre avec la voix, car, par exemple, le do ténor l'est, mais il peut être extrêmement exigé dans certains octaves.

## Désignation par octave
| Désignation scientifique | Désignation Helmholtz         | Nom de l'octave  | Fréquence (Hz) | Extrait sonore |
| ------------------------ | ----------------------------- | ---------------- | -------------- | -------------- |
| La − 1                   | La͵͵͵ ou ͵͵͵La ou La La La La | Sous-sous-contre | 13h75          |                |
| La 0                     | La͵͵ ou ͵͵La ou La La La      | Sous-contrat     | 27,5           |                |
| La 1                     | La͵ ou ͵La ou La La           | Contra           | 55             |                |
| La 2                     | La                            | Super            | 110            |                |
| La 3                     | la                            | Petit            | 220            |                |
| La 4                     | la ′                          | Une ligne        | 440            |                |
| La 5                     | la ′ ′                        | Deux lignes      | 880            |                |
| La 6                     | la ′ ′ ′                      | Trois lignes     | 1760           |                |
| La 7                     | la ′ ′ ′ ′                    | Quatre lignes    | 3520           |                |
| La 8                     | la ′ ′ ′ ′ ′                  | Cinq lignes      | 7040           |                |
| La 9                     | la ′ ′ ′ ′ ′ ′                | Six lignes       | 14080          |                |
| La 10                    | la ′ ′ ′ ′ ′ ′ ′              | Sept lignes      | 28160          |                |

## Échelles

### Gammes communes commençant par un la
- la majeur : la si do  ré mi fa  sol  la ;
- la mineur naturel : la si do ré mi fa sol la ;
- la mineur harmonique : la si do ré mi fa sol  la ;
- la mineur mélodique ascendant : la si do ré mi fa  sol  la ;
- la mineur mélodique descendant : la sol fa mi ré do si la.

### Échelles diatoniques
- la ionien : la si do  ré mi fa  sol  la ;
- la dorien : la si do ré mi fa  sol la ;
- la phrygien : la si  do ré mi fa sol la ;
- la lydien : la si do  ré  mi fa  sol  la ;
- la mixolydien : la si do  ré mi fa  sol la ;
- la éolien : la si do ré mi fa sol la ;
- la locrien : la si  do ré mi  fa sol la.

### Jazz mineur mélodique
- la mineure mélodique ascendante : la si do ré mi fa  sol  la ;
- la dorien ♭2 : la si  do ré mi fa  sol la ;
- la lydien augmenté : la si do  ré  mi  fa  sol  la ;
- la lydien dominant : la si do  ré  mi fa  sol la ;
- la mixolydien ♭6 : la si do  ré mi fa sol la ;
- la locrien ♮2 : la si do ré mi  fa sol la ;
- la modifié : la si  do ré  mi  fa sol la.

## Voir également
- Fréquences des touches du piano
- La majeur
- La mineur
- Fondamentale
- Notes de musique